# 芷江トン族自治県
芷江トン族自治県（しこう-トンぞく-じちけん）は中華人民共和国湖南省懐化市に位置する自治県。

## 歴史
秦代は黔中郡、漢代は潕陽県、南朝梁は竜檦県、唐代は巫州、後に沅州と改称され、宋代には瀘陽県の管轄区域とされた。
1736年（乾隆元年）、芷江県が設置され湖南布政使司の管轄とされ、中華民国時代に沿襲されている。1945年（昭和20年）の4月から5月にかけて日本軍は同地を占領すべく芷江作戦を発動したが、連合軍の反撃に遭い撤退している。1986年9月、民族県として認可され、芷江トン族自治県が成立した。

## 行政区画
- 鎮：芷江鎮、羅旧鎮、新店坪鎮、碧涌鎮、公坪鎮、岩橋鎮、三道坑鎮、土橋鎮、楠木坪鎮
- 郷：牛牯坪郷、水寛郷、大樹坳郷、梨渓口郷、洞下場郷、禾梨坳郷、冷水渓郷、暁坪郷、蘿蔔田郷